# Malmö Rådhus
Malmö Rådhus er et rådhus, der ligger på Stortorget i Malmø i Sverige. Bygningen stod færdig i 1546, og det blev opført i forbindelse med anlæggelsen af Stortorget. Facaden i renæssancestil er kommet til i 1860'erne.